# Phytocoris albellus
Phytocoris albellus är en insektsart som beskrevs av Knight 1934. Phytocoris albellus ingår i släktet Phytocoris och familjen ängsskinnbaggar. Inga underarter finns listade i Catalogue of Life.